# Cratere Slava
Slava è un piccolo cratere lunare di 0,1 km situato nella parte nord-occidentale della faccia visibile della Luna.